# 1951年ミラノ・トリエンナーレ
第9回ミラノ・トリエンナーレ (IX Triennal of Milan) は、1951年5月12日から10月31日までイタリアのミラノで開催されたトリエンナーレであり、博覧会国際事務局から認定された国際博覧会（特別博）である。テーマは「Decorative industrial and modern Arts and modern architecture」。